# Ayios Nikolaos Station

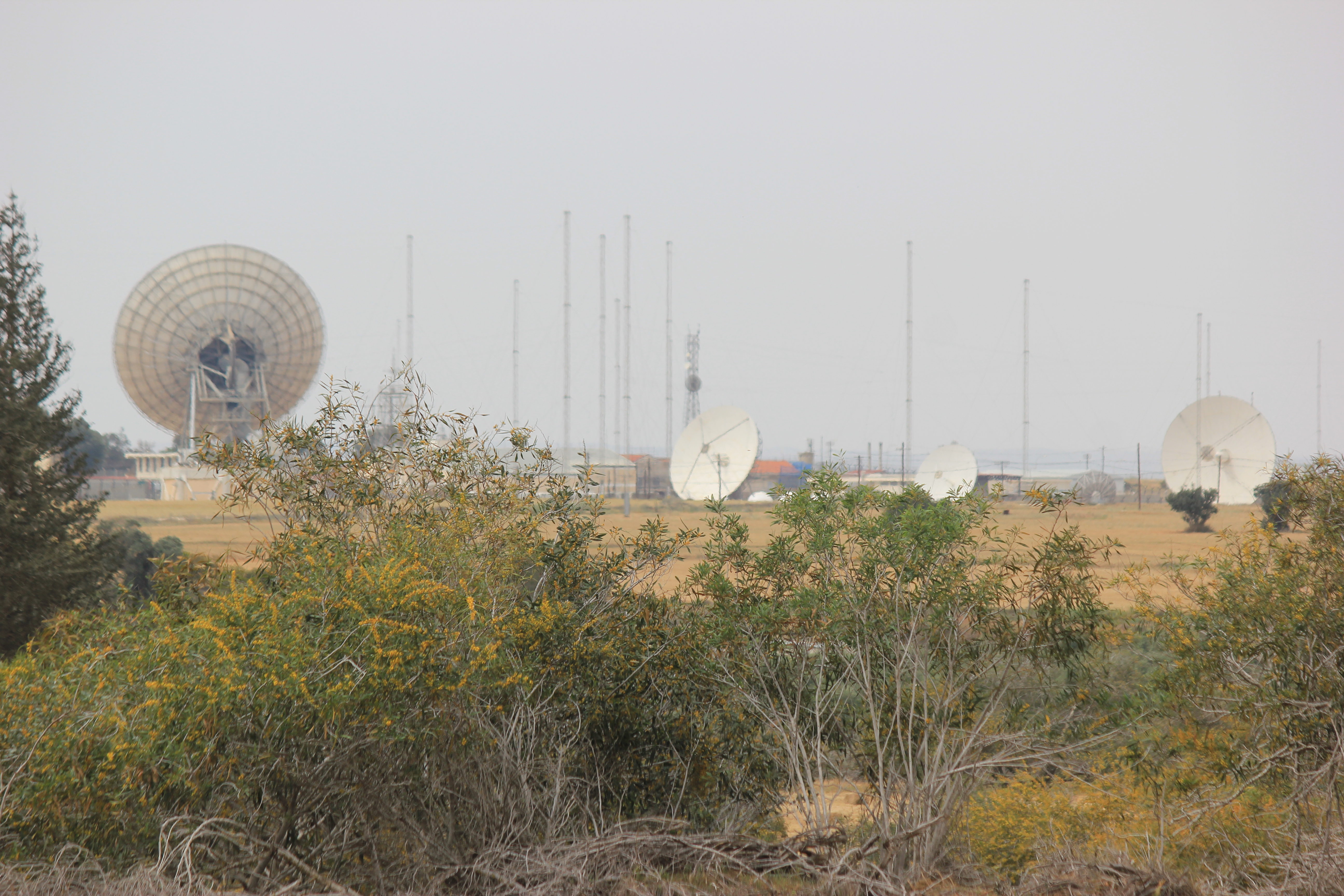
Die Anlagen der Station aus der Entfernung

Die Ayios Nikolaos Station (Άγιος Νικόλαος) (Codename: Sounder) ist ein Stützpunkt des britischen Geheimdienstes GCHQ auf Zypern und dient der militärischen und nachrichtendienstlichen elektronischen Aufklärung (SIGINT). Die Station liegt im britischen Überseegebiet, der Sovereign Base Areas Akrotiri und Dekelia. Offiziell ist hier die Joint Service Signal Unit (JSSU) und die Royal Air Force’s 33 Signals Unit stationiert.
Laut Experten ist die Ayios Nikolaos Station nach RAF Menwith Hill in Yorkshire die wichtigste Aufklärungsstation des GCHQ.

## Strategische Lage

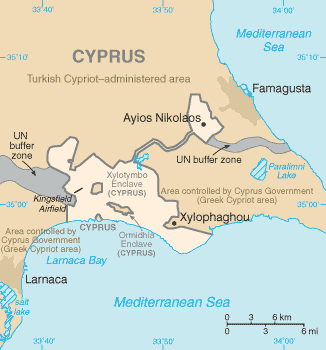
Lage der Ayios Nikolaos Station. Das britische Überseegebiet ist umgeben vom Hoheitsgebiet der Türkischen Republik Zypern

Die strategische Lage der Insel Zypern ist gut für eine Abhörstation geeignet. Die Küste der Türkei ist nur etwa 75 km weit entfernt, die Syriens ist nur rund 100 Kilometer entfernt, und der Libanon und Israel liegen ebenfalls in für die Funkaufklärung gut zu bewältigender Distanz. Seit den 1980er Jahren wurde die Insel Zypern zudem ein wichtiger Knotenpunkt für die leitungsgebundene Internet- und Telefonkommunikation aus dem Nahen Osten und Nordafrika nach Europa. 14 Unterseekabel verlaufen über Zypern.
Das britische Überseegebiet, die Sovereign Base Areas, in dem sich die Station befindet, grenzt im Norden an das Gebiet der von keinem anderen Staat außer der Türkei anerkannten Türkischen Republik Nordzypern, die keinen Sitz in der UNO hat. Im Süden grenzt das Areal, das etwa fünf Kilometer von der Ostküste landeseinwärts liegt, an das Hoheitsgebiet der freien Republik Zypern. Die nächste Siedlung ist ebenfalls fünf Kilometer entfernt. Die Station befindet sich 2 Kilometer entfernt von Famagusta und 15 Kilometer nördlich von Ayia Napa. Über eine Straße ist die Station mit der Hauptsiedlung der Dhekelia Garnison verbunden.
„Ayios Nikolaos“ oder „Agios Nikolaos“ ist ein sehr gebräuchlicher Ortsname in Griechenland und auf Zypern und bedeutet „Heiliger Nicholas“.

## Stationierung
Die Joint Service Signal Unit (Cyprus) (JSSU(Cyp)) wurde am 1. April 1999 aus der Zusammenlegung der Joint Service Signal Unit (Ayios Nikolaos) und Teilen der 33 Signals Unit RAF gebildet. Formal wird die Station von einem Royal Signals Lieutenant Colonel geführt. De facto arbeiten auf der Station Mitarbeiter der GCHQ und der amerikanischen NSA.

## Entwicklung
Zypern wurde bereits Ende der 1940er Jahre zur zentralen Basis für die britische Spionage im Nahen Osten. Die britische Präsenz auf dem Sinai, im Irak oder in Syrien wurde von den Abhöraktivitäten der Station flankiert.
1947 zog die bis dahin im Irak stationierte Britische Signals Intelligence (SIGINT) in das Dorf Pergamos, nahe Ayios Nikolaos. Bis zu eintausend englische Mitarbeiter arbeiteten an zwei Standorten bis in den September 1968. Die Funkaufklärer lebten zunächst in einer Zeltsiedlung.
Der britische Geheimdienst Government Communications Headquarters GCHQ kooperiert seit Inbetriebnahme des Stützpunktes eng mit seinem US-amerikanischen Pendant, der National Security Agency (NSA). Die Kooperation basiert auf dem UKUSA Security Agreement. Ayios Nikolaos Station arbeitet bereits als SIGINT- und ELINT-Station während des Palästinakrieges 1948, dann 1956 in der Sueskrise, beim Unabhängigkeitskonflikt auf Zypern (1955–1959) und während der Blutigen Weihnacht (1963). 1967 waren die Stationen auf Zypern mit SIGINT-Aktionen im Sechstagekrieg beschäftigt und 1973 in den Yom-Kippur-Krieg involviert. Es kann davon ausgegangenen werden, dass die aufgenommenen Informationen aus dem Nahen Osten den Entscheidungsträgern in London und Washington übermittelt wurden.
Das zyprische Staatsunternehmen Cyprus Telecommunications Authority (CYTA) ist an vielen Unterseekabeln beteiligt, die auf der Insel auflaufen. Das Unternehmen ist vertraglich verpflichtet, mit den Britischen Diensten zu kooperieren.
Von Zypern aus wird auch Israel ausspioniert, ein Land, das gleichzeitig unter dem Codenamen „Ruffle“ mit Amerikanern und Briten kooperiert und mit ihnen Informationen austauscht. Den Mitarbeitern der Ayios Nikolaos Station ist es angeblich gelungen das als abhörsicher geltende Tor-Netzwerk zu infiltrieren. In einem Dokument aus dem Jahr 2012 werden die Mitarbeiter auf Zypern als „engagierte Personen“ gelobt, „die eine Menge harter Arbeit“ hinter sich hätten.
Mehrfach wollte die britische Armee die Station aus Kostengründen schließen. Jedoch wurde der Betrieb auf Druck und mit dem Geld der amerikanischen Verbündeten aufrechterhalten. Laut Medienberichten ließen sich die amerikanischen Dienste den Betrieb 115 Millionen US-Dollar für den Zugang zu der Anlage seit 2009 kosten.
Im Zuge der NSA-Affäre berichtete u. a. die Süddeutsche Zeitung 2013 ausführlich über die Abhöraktivitäten, die von der Ayios Nikolaos Station aus betrieben werden. Sie beschreibt die Station als „einen der wichtigsten Horchposten des britischen Geheimdienstes“. Der Stützpunkt wird in den Dokumenten des amerikanischen Whistleblowers Edward Snowden unter dem Codenamen „Sounder“ geführt. Das ergaben gemeinsame Recherchen der griechischen Zeitung Ta Nea, des Fernsehsenders Alpha TV, des italienischen Magazins L’Espresso und der Süddeutschen Zeitung 2013.
Während des Syrischen Bürgerkriegs wurde die Kommunikation der Syrischen Streitkräfte abgehört und laut Times Informationen an syrische Oppositionsgruppen weiter gegeben.

## Technik
Auf Luftbildern sind laut Süddeutscher Zeitung einige Gebäude zu sehen. Um die Gebäude befinden sich Satellitenschüsseln und weitere Antennen-Anlagen. Mit den Antennenanlagen der Royal Air Force Station Troodos wird Satellitenkommunikation empfangen. Radome mit Abhörtechnik befinden sich sowohl in Akrotiri als auch in Dekelia der Basis Akrotiri und Dekelia. Die Vorauswertung der empfangenen und mitgelesenen Signale findet in den Einrichtungen der Ayios Nikolaos Station statt. Die Station wurde in einem Bericht der EU von 2001 als Standort des weltweiten Abhörnetzwerkes Echelon genannt. Da es kaum gesicherte Informationen zur Struktur des Netzwerkes gibt, wurde der Standort als „nicht eindeutig“ klassifiziert.
Kabelgebundene Kommunikation wird an den Knotenpunkten der Telekommunikationsunternehmen mitgelesen und zur Auswertung nach Ayios Nikolaos weitergeleitet.
Die Royal Air Force betreibt auf der Insel das Überhorizontradar (OTHR) PLUTO mit einer Sendeleistung von bis zu einem Megawatt. Damit können Luftbewegungen über den Horizont hinaus bis nach Afghanistan, Kasachstan und Russland beobachtet werden. Die Beobachtung von sowjetischen Tests ballistischer Raketen auf dem Festland der UdSSR war so seit 1964 durch das OTH möglich. Der „Backscatter“ (Codename COBRA SHOE) befindet sich in der SBA Akrotiri. Hier wird die Rückstreuung (engl. Backscattering) der Radar-Sendeanlage empfangen. Aus deklassifizierten britischen Berichten ergibt sich der Hinweis, dass das OTHR ab 1974 in Ayios Nikolaos stationiert war. Die Ausrichtung der Antennen nach Südosten und das Design weisen darauf hin, dass es sich bei den Anlagen nahe der Station um das OTHR handelt, welches die Nachfolgestaaten der Sowjetunion überwacht.
Nachrichtendienstliche Aktivitäten gingen mit ziemlicher Wahrscheinlichkeit auch von der BBC Relaisstation auf der Insel aus. Über diese Station sendete MI6 die Programme des Zahlensenders Lincolnshire Poacher bis 2008 für Agenten im Nahen Osten.